# Естеван
Естеван (енгл. Estevan) је град на крајњем југоистоку канадске провинције Саскачеван. Град се налази на раскрсници друмских траса 18, 39 и 47 на 186 км југоисточно од административног центра провинције града Реџајне, и на свега око 15 км северно од границе са америчком савезном државом Северна Дакота. Кроз град протиче река Сурис.
Са нешто преко 11.000 становника (2011) Естеван је осми по величини град у провинцији.
Привреда града почива на експлоатацији угља, нафте и земног гаса те на производњи електричне енергије. Две велике термоелектране које се налазе у близини насеље годишње произеду до 50% целокупне електричне енергије у провинцији.

## Историја
Први неиндијански становници у ово подручје долазе паралелно са ширењем железнице 1892. године и оснивају малено насеље које је већ 1899. административно уређено као село. Број становника у насељу је 1905. порастао на 596 што је омогућило Естевану да већ наредне године административно напредује у ранг варошице.
Године 1930. саграђена је прва термоелектрана у близини града која је као погонско гориво користила угаљ из оближњих рудника. У периоду између 1957. и 1970. саграђено је вештачко језеро и хидроелектрана Бондари. Интензивирање експлоатације нафте на у близини довело је до раста броја становника на преко 8.500 до 1955. године (број становника се удвостручио за само две године од откривања). Естевану је 1957. додељен административни статус града.

## Демографија
Према резултатима пописа становништва из 2011. у граду су живела 11.054 становника у 4.798 домаћинстава, што је за 9,6% више у односу на 10.084 становника колико је регистровано 
приликом пописа 2006. године.
| 2001.  | 2006.  | 2011.  |
| ------ | ------ | ------ |
| 10.242 | 10.084 | 11.054 |

## Клима
Естеван лежи у зони влажне континенталне климе (према кепеновој класификацији тип Dfb) која се одликује доста дугим, хладним и сувим зимама и кратким али јако топлим и влажним летима. Јануарски просек температура је око -14,8 °C, јулски око 26,5 °C. Снежне падавине су уобичајене током зимских месеци, а просечна дебљина снежног покривача је око 56 цм. Нису ретке снежне падавине ни током месеца априла. Укупна количина падавина на годишњем нивоу износи 433,3 мм, са максимумима у јуну и јулу.
Са укупно 2.435 сунчаних сати годишње, Естеван се убраја међу најсунчанија подручја Канаде.